# Манукодія гриваста
Манукодія гриваста (Phonygammus keraudrenii) — вид горобцеподібних птахів родини дивоптахових (Paradisaeidae).

## Назва
Вид названий на честь французького лікаря та дослідника П'єра Франсуа Керодрена, що служив у військовому флоті у XIX ст.

## Поширення
Птах широко поширений в низинних тропічних лісах на північному сході Австралії, у Новій Гвінеї і прилеглих островах.

## Опис
Довжина тіла — 31 см. Особливістю виду є надзвичайно довга згорнута трахея, довжина якої у самців в кілька разів більше довжини тіла і становить від 45 до 90 см. Тіло чорного забарвлення із синім, зеленим або фіолетовим відтінком. Дзьоб, ноги чорного кольору. На голові є два пучки пір'я, що мають вигляд ріжок.

## Підвиди
- Phonygammus keraudrenii adelberti
- Phonygammus keraudrenii aruensis
- Phonygammus keraudrenii diamondi
- Phonygammus keraudrenii gouldii
- Phonygammus keraudrenii hunsteini
- Phonygammus keraudrenii jamesi
- Phonygammus keraudrenii keraudrenii
- Phonygammus keraudrenii mayri
- Phonygammus keraudrenii neumanni
- Phonygammus keraudrenii purpureoviolacea